# Рефлектометр для кабельных линий
Рефлектометр для кабельных линий (англ. Time Domain Reflectometer, англ. TDR) — устройство, предназначенное для выявления дефектов в кабельных линиях локационным (рефлектометрическим) методом.

## История
Появление рефлектометров для кабельных линий (TDR, Time Domain Reflectometer) связано с началом активного развития технологий цифровой передачи: ISDN и xDSL.
В традиционной аналоговой телефонии к качеству линии связи всегда предъявлялись достаточно низкие требования, вроде — «слышно и ладно». Технически же от линии связи требовалось соответствовать, по сути, всего двум основным параметрам:
- Целостность изоляции (отсутствие электрического пробоя на землю)
- Отсутствие обрывов или короткого замыкания проводов в кабеле

Переход на новые цифровые технологии предъявил к телефонным кабелям целый ряд новых требований по таким параметрам как:
- уровень шума и АЧХ;
- тип и качество кабеля;
- число паек;
- наличие параллельных отводов и катушек Пупина

и др.
Так как переход на цифровые технологии пришлось осуществлять на базе существующих сетей связи, в которых все эти моменты не учитывались и более того, часто не отражались ни в какой проектной документации, связистам необходимо было вручную проверять каждый кабель. Облегчить этот процесс и должны были рефлектометры для кабельных линий.

## Принцип работы
Рефлектометр для кабельных линий работает по следующему принципу:
1. В проверяемый кабель подаются короткие электрические импульсы
2. Если в кабеле имеются неоднородности или повреждения, энергия импульса полностью или частично отражается обратно к прибору
3. Возвращенный отраженный сигнал измеряется, результаты измерений анализируются и затем выводятся на дисплей

Можно заметить, что точно также действует радар (с тем отличием, что вместо кабеля, импульс распространяется и отражается в пространстве). Для рефлектометра также будет действовать и его основное свойство: чем шире частотная полоса зондирующего импульса, тем ниже (лучше) будет неопределённость полученных результатов, каковыми являются расстояния до выявленных неоднородностей. Частотная полоса может также неизбежно ограничиваться самой кабельной линией, в зависимости от её категории.

Частичное пропускание и отражение амплитуды волны, бегущей в среде от низкого к высокому преломляющему индексу

## Возможности
Рефлектометр для кабельных линий позволяет определить характер и местоположение основных неоднородностей или повреждений присутствующих в кабелях:
- обрывы;
- короткие замыкания;
- места замыканий кабеля;
- перепутанные пары;
- параллельные отводы;
- плавающие дефекты;
- катушки Пупина;
- переход на жилу другого диаметра;
- плотная земля.

## Характеристики
- Поддерживаемые типы кабеля: кабели связи (витая пара, коаксиальный), силовые кабели, сигнальные;
- типичная максимальная дальность работы: 10 — 50 км;
- типичная точность измерения: +/- 0,1 % от диапазона изменения;
- подключение к ПК для передачи результатов измерений.